# Novantinoe rileyi
Novantinoe rileyi là một loài bọ cánh cứng trong họ Cerambycidae.